# Рики е повери
Рики е Повери (на италиански: Ricchi e poveri, букв. „Богати и бедни“) са италианска музикална група, основана през 1967 година в Генуа.

## Малко история
За първи път участват пред публика през 1968 г. Един откривател на млади таланти, през онези години ги чува и казва: „Вие сте богати на талант, но нямате и пукната пара“ – така той става кръстник на групата, забелязана на конкурс за таланти в Генуа през 1968 г. Групата бързо става популярна в цяла Италия в началото на 70-те години на миналия век. От 1975 година се включват в пътуваща театрална трупа, така че за няколко години изчезват от активно участие в музикалния бизнес, но продължават да издават студийни албуми. В началото на 1980 г. небезизвестният Тото Котуньо пише песните за новия им албум, но записите нямат сериозен успех. През 1981 г. Дарио Фарина открива нова звукозаписна фирма „BABY RECORDS“, а като първи участници в списъка новия лейбъл той поканва „Рики е Повери“. Само месец след издаването на албумът „E penso a te“ /1981/ групата е вече трио и е в челните редици на италианските и европейските класации. Следват участия в музикалните предавания на редица европейски страни – Франция, Белгия, Холандия, Испания. През 1973 г. вземат участие в международния фестивал „Златният Орфей“.
Албумите им се издават и в Гърция, Полша, България и Румъния. Особено голяма популярност придобиват музикантите /златен статус на плочите им/ в Западна Германия. Изключителната мелодия, модерния ритъм, и разбира се великолепните гласове на музикантите, са достатъчна заявка за невероятния им успех. При „Рики е Повери“ са характерни синхрон и хармония на многогласното им пеене, превърнати в запазена марка на групата. Марина Окиена напуска през 1981, за да започне самостоятелна кариера. Песента Sarà perche ti amo („Ще бъде така, защото те обичам“, 1982) се превръща в огромен хит в Европа и много страни на Латинска Америка. Така триото си осигурява постоянен успех, след издаването и на албума „Mamma Maria“/1982/. Очевидно за успеха на втората им инкарнация играе роля и аранжимента на песните им, продуцирани от Дарио Фарина. Освен собственик на фирма, той е и добър продуцент. Понякога пише и песни. За 1983 г. „Рики е Повери“ подготвят и издават албума „Voulez-Vouz Dancer“. Очевидно става, че продуцирането на песните им налага аранжимент доста близък до модния тогава стил „Ню-уейв“. Съвсем естествено, в такава ситуация е да се очаква успех. И той не закъснява. До края на 1988 г. групата е с постоянно присъствие в европейските класации за поп-музика. През 1985 г. печелят първа награда на фестивала в Санремо с песента Se m'innamoro („Ако се влюбя“). Тогава издават албума „Dimmi Quando“/1985/. А през 1987 г. отново се свързват с Тото Котуньо, който през това десетилетие се е утвърдил не само като композитор, но и като изпълнител на собствените си песни. И то, не само в рамките на Италия, но и в Европа. Албумът „Pubblicità“ /1987/ съдържа доста негови песни, написани за „Рики е Повери“. С една от тях, те дори печелят отново награда в конкурса „Санремо“. През 90-те години членовете на групата стават водещи в едно италианско токшоу. Едновременно с това те продължават да гастролират и изнасят концерти и до днес.

## Състав
- Анджела Брамбати (Angela Brambati, р. 20 октомври 1947 г.)
- Анджело Сотджу (Angelo Sotgiu, р. 22 февруари 1946 г.)
- Франко Гати (Franco Gatti, р. 4 октомври 1942 г.) 2022
- Марина Окиена (Marina Occhiena, р. 10 март 1950 г.) – бивш член

## Участия на фестивала Санремо
- 1970 – La prima cosa bella (2)
- 1971 – Che sarà (2)
- 1972 – Un diadema di ciliegie (11)
- 1973 – Dolce frutto (4)
- 1976 – Due storie di musicanti (13)
- 1981 – Sarà perché ti amo (5)
- 1985 – Se m'innamoro (1)
- 1987 – Canzone d'amore (7)
- 1988 – Nascerà Gesù (9)
- 1989 – Chi voglio sei tu (8)
- 1990 – Buona giornata(8)
- 1992 – Così lontani

## Дискография
- 1976 – Un diadema di successi
- 1976 – I musicanti
- 1977 – Penso sorrido e canto
- 1978 – ReP „Questo amore“
- 1980 – Ricchi e Poveri
- 1980 – La stagione dell’amore
- 1981 – …E penso a te
- 1982 – Mamma Maria
- 1982 – Profili musicali (сборник)
- 1983 – Voulez-vous danser
- 1983 – Made in Italy (сборник)
- 1983 – Ieri e Oggi (сборник)
- 1985 – Dimmi Quando
- 1987 – Pubblicita
- 1988 – Ricchi e Poveri
- 1990 – Una domenica con te
- 1990 – Canzoni d’amore (сборник)
- 1990 – Buona giornata e (сборник)
- 1992 – Allegro italiano
- 1993 – Anche tu… (сборник)
- 1996 – I nostri successi (сборник)
- 1997 – Un diadema di canzoni (сборник)
- 1998 – Parla col cuore
- 1998 – BMG Collection (сборник)
- 2000 – Successi (сборник)
- 2001 – Made in Italy (сборник)